# Remiremont

Remiremont este un oraș în Franța, în departamentului Vosges, în regiunea Lorena, situat pe râul Mosel și are o populație de 9.000 locuitori. Oraș încărcat de istorie și aflat într-un frumos cadru natural, Remiremont este un loc preponderent turistic.

## Personalități născute aici
- René Aubry (n. 1956), compozitor.